# غينغن آن در برنتس
غينغن آن در برنتس (بالألمانية: Giengen) هي مدينة، الإمبراطورية الحرة، بلدة ألمانية و بلدة كبيرة ‏ تقع في ألمانيا في بادن-فورتمبيرغ. يقدر عدد سكانها بـ 19,861 نسمة .

## المدن التوأمة
مدن Köflach، Le Pré-Saint-Gervais، Zeulenroda-Triebes وبيكو، لاتسيو هي مدن توأمة لـغينغن آن در برنتس.

## معرض صور

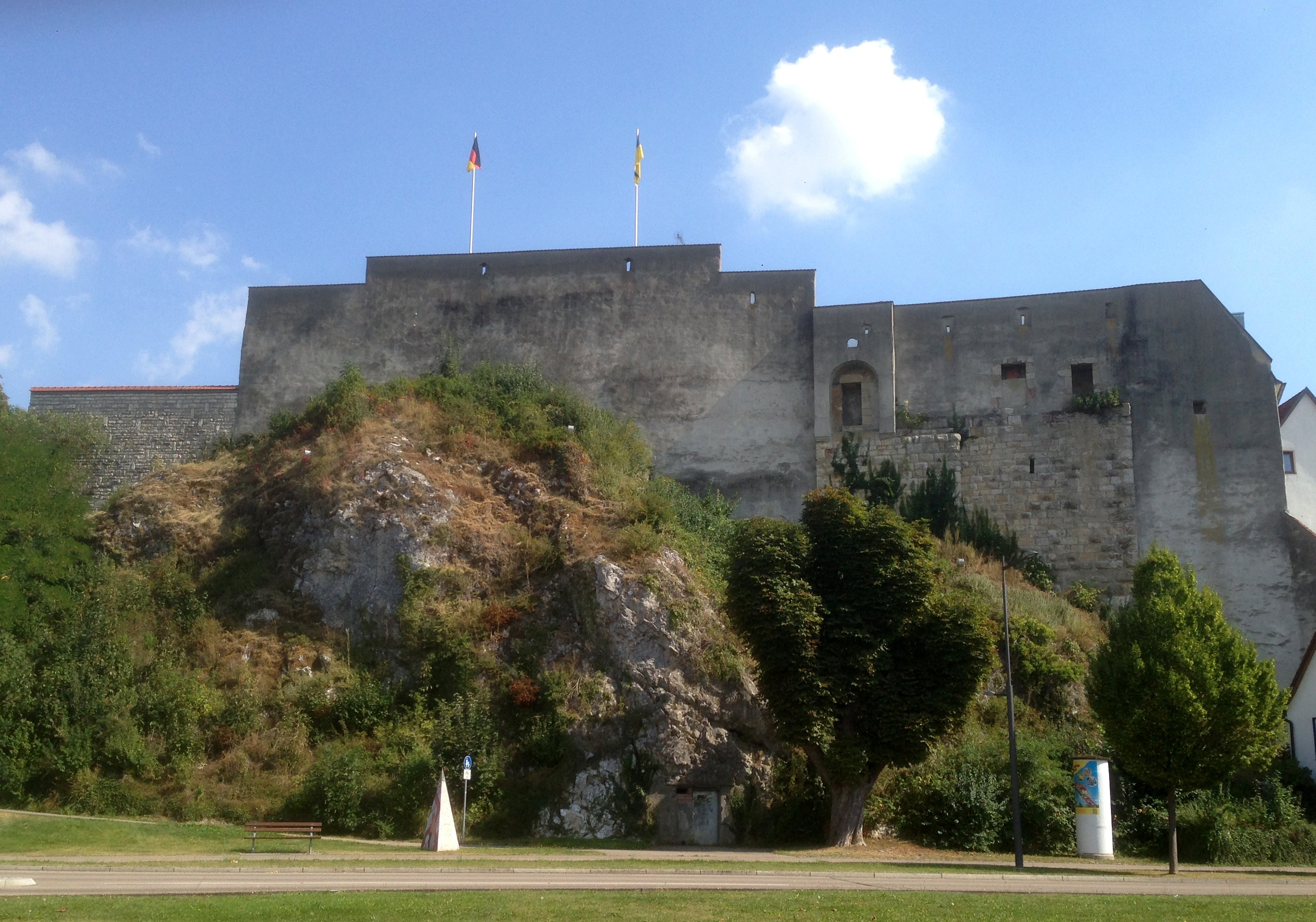
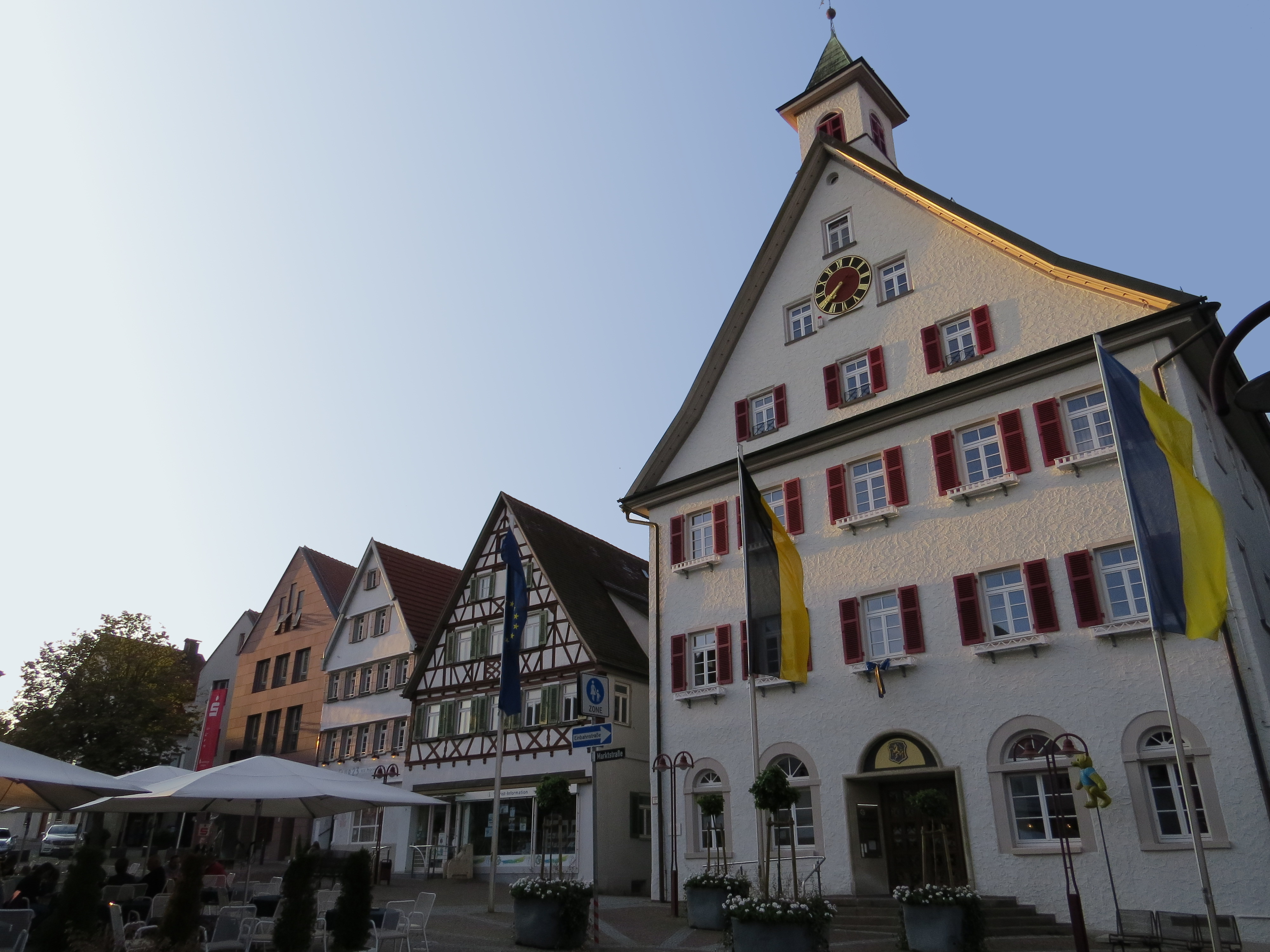
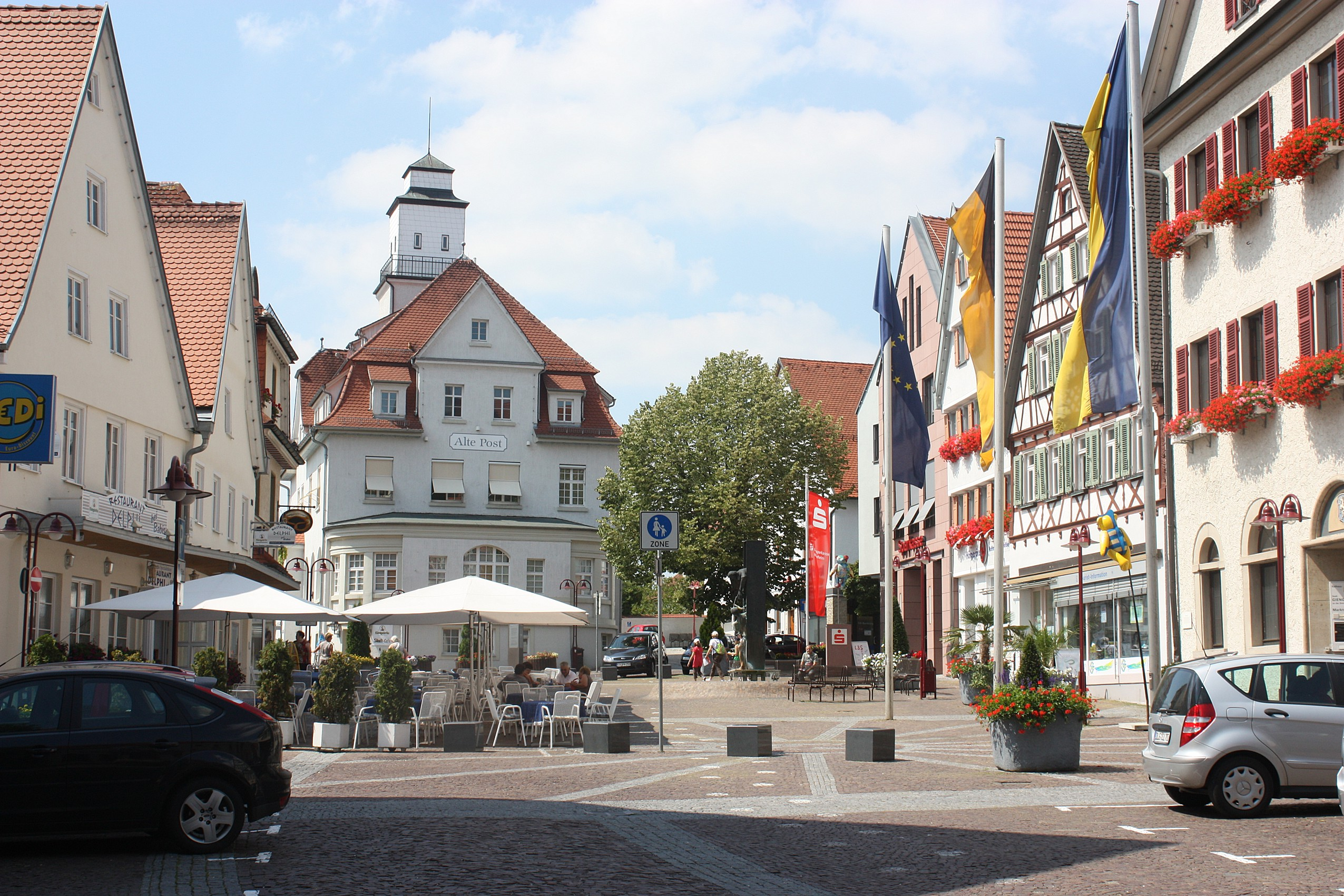
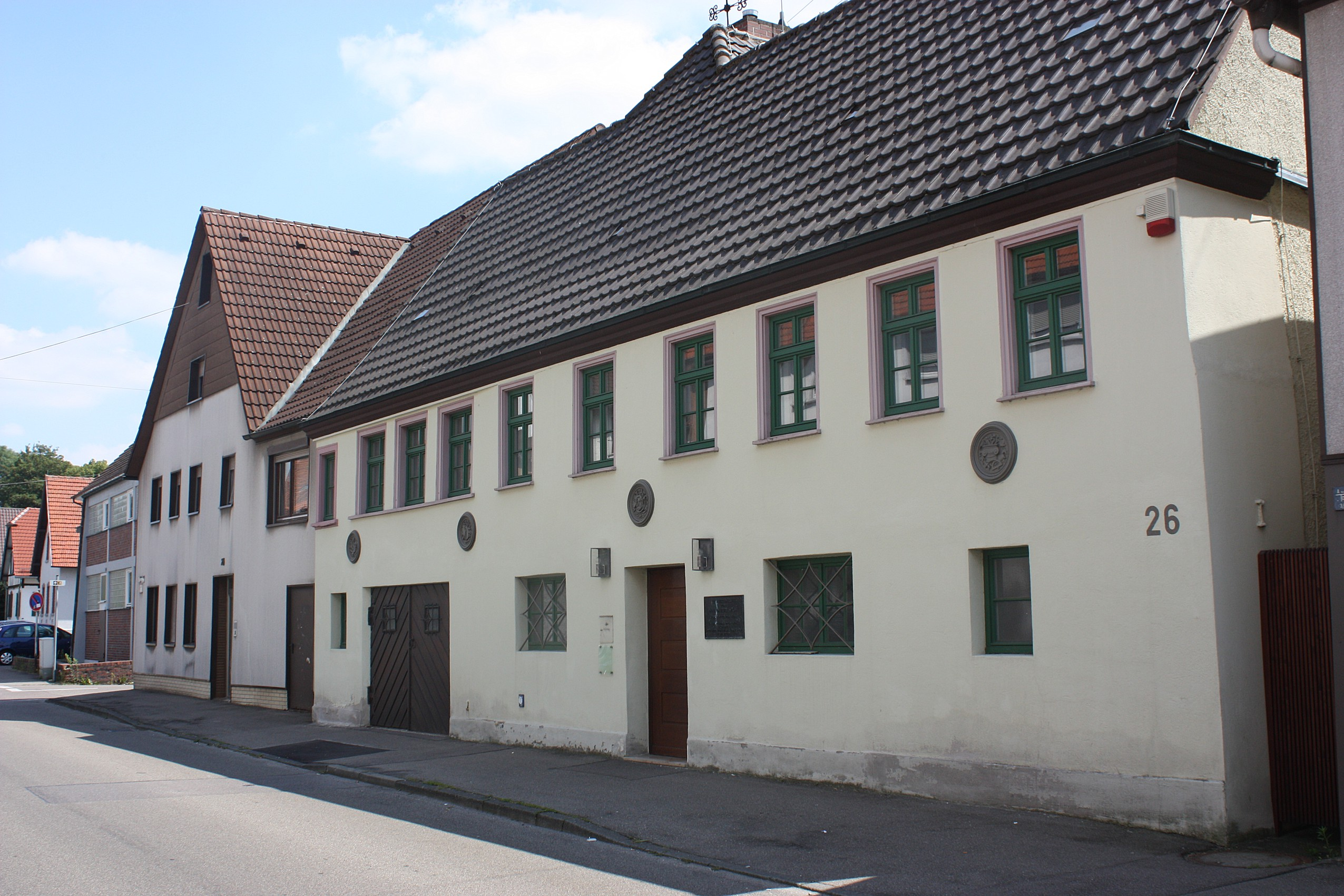